# Brian Grazer

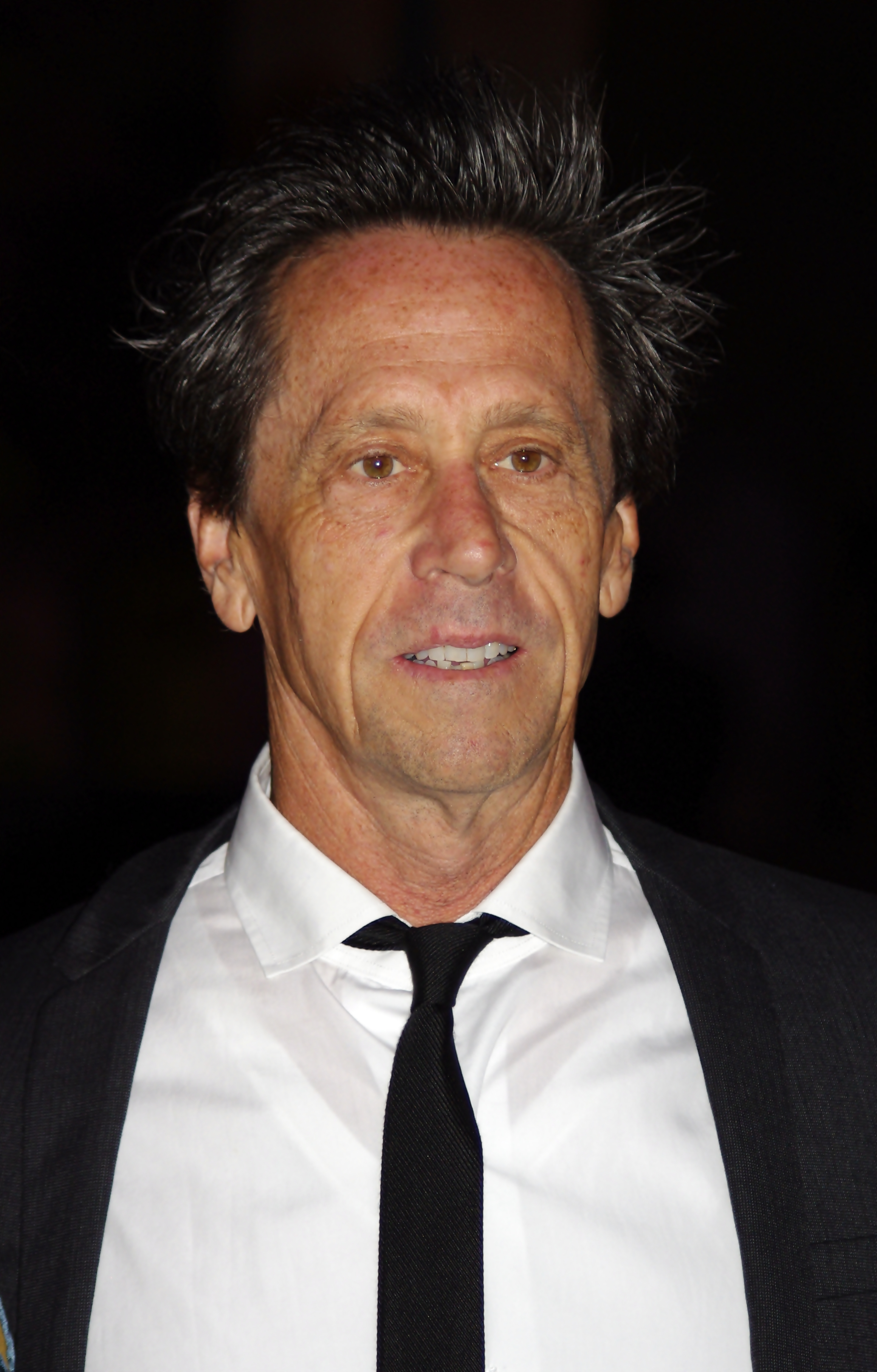
Brian Grazer (2011)

Brian Grazer (* 12. Juli 1951 in Los Angeles, Kalifornien) ist ein US-amerikanischer Filmproduzent.

## Leben
Brian Grazer entstammt einer jüdischen Familie. Er absolvierte im Jahr 1974 die USC School of Cinema-Television. Gemeinsam mit Ron Howard gründete er im Jahr 1986 das Produktionsunternehmen Imagine Entertainment. Er wurde im Jahr 1985 für den Film Splash – Eine Jungfrau am Haken für den Filmpreis Oscar nominiert, im Jahr 1996 erfolgte die zweite Oscar-Nominierung für den Film Apollo 13. Im Jahr 2002 gewann er den Oscar für den Film A Beautiful Mind – Genie und Wahnsinn, für den er ebenfalls für den BAFTA Award nominiert wurde. Am 20. März 1997 erhielt er einen Stern auf dem Hollywood Walk of Fame.
Grazer war ebenfalls an der Produktion mehrerer Fernsehserien beteiligt; dazu gehört unter anderen die Serie 24, für die er in den Jahren 2002, 2003, 2004 und 2005 für den Emmy Award nominiert wurde. Für die Serie Arrested Development gewann er im Jahr 2004 den Emmy Award, im Jahr 2005 wurde er für den Emmy Award nominiert.
Im März 2012 wurde bekannt, dass Grazer der Autor und Produzent der Miniserien-Umsetzung des Stephen Kings Romanes Dunkler-Turm-Zyklus sein wird. Letztlich entstand 2017 der Kinofilm Der Dunkle Turm.
Grazer ist mit der Autorin von Romanen und Drehbüchern Gigi Levangie verheiratet.

## Filmografie (Auswahl)
- 1978: Zuma Beach (Fernsehfilm)
- 1982: Nightshift – Das Leichenhaus flippt völlig aus (Night Shift)
- 1984: Splash – Eine Jungfrau am Haken (Splash)
- 1985: Spione wie wir (Spies Like Us)
- 1986: Zwei unter Volldampf (Armed and Dangerous)
- 1987: Wie der Vater, so der Sohn (Like Father Like Son)
- 1989: Eine Wahnsinnsfamilie (Parenthood)
- 1990: Kindergarten Cop
- 1991: My Girl – Meine erste Liebe (My Girl)
- 1992: In einem fernen Land (Far and Away)
- 1992: Housesitter – Lügen haben schöne Beine (HouseSitter)
- 1992: Boomerang
- 1993: Ein Concierge zum Verlieben (For Love or Money)
- 1994: My Girl 2 – Meine große Liebe (My Girl 2)
- 1994: Greedy
- 1994: Schlagzeilen (The Paper)
- 1994: Machen wir’s wie Cowboys (The Cowboy Way)
- 1995: Apollo 13
- 1996: Immer Ärger mit Sergeant Bilko (Sgt. Bilko)
- 1996: Fear – Wenn Liebe Angst macht (Fear)
- 1996: Der verrückte Professor (The Nutty Professor)
- 1996: Die Kammer (The Chamber)
- 1996: Kopfgeld – Einer wird bezahlen (Ransom)
- 1997: Der Dummschwätzer (Liar Liar)
- 1997: Die Abbotts – Wenn Haß die Liebe tötet (Inventing the Abbotts)
- 1998: Das Mercury Puzzle (Mercury Rising)
- 1998: Psycho
- 1999: EDtv
- 1999: Lebenslänglich (Life)
- 1999: Bowfingers große Nummer (Bowfinger)
- 1999: Beyond the Mat
- 2000: Familie Klumps und der verrückte Professor (Nutty Professor II: The Klumps)
- 2000: Der Grinch (How the Grinch Stole Christmas)
- 2001: A Beautiful Mind – Genie und Wahnsinn (A Beautiful Mind)
- 2002: Undercover Brother
- 2002: Blue Crush
- 2002: 8 Mile
- 2003: Ein (un)möglicher Härtefall (Intolerable Cruelty)
- 2003: Ein Kater macht Theater (The Cat in the Hat)
- 2003: The Missing
- 2004: Friday Night Lights – Touchdown am Freitag (Friday Night Lights)
- 2005: Inside Deep Throat (Dokumentarfilm)
- 2005: Das Comeback (Cinderella Man)
- 2005: Flightplan – Ohne jede Spur (Flightplan)
- 2005: Dick und Jane (Fun with Dick and Jane)
- 2006: Inside Man
- 2006: The Da Vinci Code – Sakrileg (The Da Vinci Code)
- 2007: American Gangster
- 2008: Der fremde Sohn (Changeling)
- 2008: Frost/Nixon
- 2009: Illuminati (Angels and Demons)
- 2010: Robin Hood
- 2011: Dickste Freunde (The Dilemma)
- 2011: Restless
- 2011: Cowboys & Aliens
- 2011: Aushilfsgangster (Tower Heist)
- 2011: J. Edgar
- 2012: Katy Perry: Part of Me (Dokumentarfilm)
- 2013: Rush – Alles für den Sieg (Rush)
- 2014: Get on Up
- 2014: The Good Lie
- 2015: Im Herzen der See (In the Heart of the Sea)
- 2016: Pelé – Der Film (Pelé: Birth of a Legend)
- 2016: Lowriders
- 2016: The Beatles: Eight Days a Week – The Touring Years (Dokumentarfilm)
- 2016: Inferno
- 2017: Barry Seal – Only in America (American Made)
- 2018: Bad Spies (The Spy Who Dumped Me)
- 2019: Pavarotti (Dokumentarfilm)
- 2019: Dads (Dokumentarfilm)
- 2020: Rebuilding Paradise (Dokumentarfilm)
- 2020: Hillbilly-Elegie (Hillbilly Elegy)
- 2021: Tick, Tick… Boom!
- 2022: Absturz: Der Fall gegen Boeing (Downfall: The Case Against Boeing, Dokumentarfilm)
- 2022: Kochen ohne Grenzen – World Central Kitchen (We Feed People, Dokumentarfilm)
- 2022: Dreizehn Leben (Thirteen Lives)
- 2023: The Beanie Bubble
- 2023: Candy Cane Lane – Eine Weihnachtsgeschichte (Candy Cane Lane)
- 2023: Jim Henson: Ein Mann voller Ideen (Jim Henson Idea Man, Dokumentarfilm)
- 2024: Eden
- 2024: Music by John Williams (Dokumentarfilm)